# فرانكو سوسا
فرانكو سيباستيان سوسا (بالإسبانية: Franco Sebastián Sosa)‏ (مواليد 4 أبريل 1981 في مونتيروس - الأرجنتين) لاعب كرة قدم أرجنتيني يلعب حاليا لصالح نادي الدرجة الأولى لوريان الفرنسي منذ 2009 في مركز قلب الدفاع .

## وصلات خارجية
- فرانكو سوسا على موقع قاعدة بيانات كرة القدم.إي يو (الإنجليزية)
- فرانكو سوسا على موقع Soccerway.com (الإنجليزية)
- فرانكو سوسا على موقع AS.com (الإسبانية)